# 超能力学園Z PART2 パンチラ・ウォーズ
『超能力学園Z PART2 パンチラ・ウォーズ』（ちょうのうりょうくがくえんゼット パートツー パンチラ・ウォーズ、Zapped Again!）は、1990年のアメリカ映画（オリジナルビデオ）。『超能力学園Z』（1982年）の続編。

## 概略
転校生のケヴィンは、前作の主人公が残した、超能力を使えるようになるドリンクを発見する。

## キャスト
| 役名           | 俳優                             | 日本語吹替 |
| -------------- | -------------------------------- | ---------- |
| ケビン         | トッド・エリック・アンドリュース | 宮川一朗太 |
| ルーシー       | ケリー・ウィリアムズ             | 岡本麻弥   |
| ウェイン       | リード・ルディ                   | 中尾隆聖   |
| エリオット     | アイラ・ハイデン                 | 中原茂     |
| シセル         | デヴィッド・ドナ                 | 森川智之   |
| マイク         | M・K・ハリス                     | 納谷六朗   |
| アマンダ       | マリア・マッキャン               | 引田有美   |
| クリス         | ロス・ハリス                     | 鳥海勝美   |
| ジョアン       | リンダ・ラーキン                 | 富沢美智恵 |
| 校長           | スー・アン・ランドン             | 沢田敏子   |
| ミッチェル先生 | リンダ・ブレア                   | 山本リンダ |
| チョリーノ先生 | カレン・ブラック                 | 火野カチコ |
| コーチ         | ライル・アルザト                 | 安西正弘   |

- 日本語吹替 - 初放送1994年3月5日 フジテレビ 『ゴールデン洋画劇場』
その他の声の出演：関俊彦、二又一成、成田剣、三石琴乃
演出：加藤敏、翻訳：たかしまちせこ、調整：熊倉亨、効果：リレーション、制作：東北新社